# Concha Cuetos
Concepción Cuetos Suárez, más conocida como Concha Cuetos (Madrid, 17 de enero de 1944), es una actriz española.

## Biografía
Vivió en Tánger en su juventud por el trabajo de su padre, el periodista asturiano Aladino Cuetos Martínez (?-20/10/1983), que ocupaba el puesto de director en Radio Tánger, y su madre fue Florentina Suárez.

### Años 1960 y 1970
Se inicia en el mundo del espectáculo a principios de los años sesenta participando en el programa Escala en hi-fi que se emitía por Televisión Española con dirección de Fernando García de la Vega y en el que, mediante la técnica de play-back, actores desconocidos ponían su imagen a las voces de cantantes consagrados.
Bajo el nombre artístico de Conchita Cuetos, sus primeros años profesionales estuvieron estrechamente vinculados a televisión y, salvo un pequeño papel en Canción de juventud de 1962, no trabaja en cine hasta 1974 con la cinta Open Season de Peter Collinson. Hasta entonces, y durante toda la década anterior, interpreta decenas de papeles en los múltiples espacios dramáticos que la televisión del momento emite a diario: coincide con Ibáñez Serrador en algunos episodios de Tras la puerta cerrada (1965) e Historias para no dormir (1966-1967); participa en series como Tengo un libro en las manos (1966), Hermenegildo Pérez, para servirle (1966) —donde coincide por primera vez con Carlos Larrañaga—, Hora Once (1971) o Historias de Juan Español (1973). Además, en Estudio 1, realiza entre otras, las obras El perro del hortelano (1966), La herida del tiempo, de J. B. Priestley (1967), o La herida luminosa, de Josep Maria de Sagarra (1968).
A partir de la segunda mitad de los años setenta disminuye su presencia en los platós de TVE, y su carrera cinematográfica no termina de despegar: entre 1975 y 1985 rueda tan solo cinco películas, entre ellas Los pájaros de Baden-Baden (1975), de Mario Camus y Largo retorno (1975), de Pedro Lazaga. En esa época centra su actividad artística en el teatro.

### Años 1980 y 1990
Su carrera, a principios de los años ochenta se mantiene en un plano discreto y participa como secundaria en las series Verano azul (1981) —en la que interpreta a Pilar, la madre de Desi (Cristina Torres) y, en uno de los episodios, esposa de Carlos Larrañaga— y Don Baldomero y su gente (1982), vehículo para el lucimiento de Luis Escobar.
Sin embargo, a partir de 1986 recupera popularidad al protagonizar la serie de enorme éxito Tristeza de amor, de su marido Manuel Ripoll, junto a Alfredo Landa.
En los siguientes años, interviene en algunas películas de escaso relieve y hace doblaje, hasta que en 1991 Antonio Mercero, a la vista de la imposibilidad de Concha Velasco de asumir el personaje, le atribuye el papel protagonista en la serie de mayor éxito de la televisión de España en los años noventa: Farmacia de guardia en Antena 3. Así, durante cuatro años, Concha Cuetos se transforma en la boticaria Lourdes Cano y se gana de nuevo el respeto de la crítica y el cariño del público. Por segunda vez interpretaba a la esposa de Carlos Larrañaga.

### Década de 2000
Tras la popularidad y el reconocimiento que le supone la serie, sus siguientes papeles no han destacado especialmente en el panorama artístico. Ha rodado algunas películas menores y ha interpretado personajes secundarios en series como En plena forma (1997), con Alfredo Landa, Jacinto Durante, representante (2000) o Divinos (2006).
En 2007 interpreta en teatro la obra Llama un inspector, de J.B. Priestley y un año después encarna a Brígida en una nueva versión de Don Juan Tenorio, de José Zorrilla.
En 2009, y tras 18 años, vuelve a interpretar el personaje de Lourdes Cano, protagonista de la serie de mayor éxito en España, Farmacia de guardia en la La última guardia que emitió Antena 3 para celebrar los 20 años de la cadena.
En 2011 estrena en el María Guerrero la obra Yo, el heredero, una comedia con tintes dramáticos escrita por el dramaturgo italiano Eduardo De Filippo y en la que actúa junto a Ernesto Alterio, José Manuel Seda y Yoima Valdés, entre otros.

## Vida personal
Se separó del realizador Manuel Ripoll en 1986 y es madre de la dramaturga Laila Ripoll y del iluminador y actor Juan Ripoll.

## Premios y nominaciones
Fotogramas de Plata
| Año  | Categoría                  | Serie/Montaje       | Resultado     |
| ---- | -------------------------- | ------------------- | ------------- |
| 1996 | Mejor actriz de teatro     | Rebeldía            | Semifinalista |
| 1995 | Mejor actriz de televisión | Farmacia de guardia | Semifinalista |
| 1992 | Mejor actriz de televisión | Farmacia de guardia | Ganadora      |

Unión de Actores
| Año  | Categoría                                       | Serie               | Resultado |
| ---- | ----------------------------------------------- | ------------------- | --------- |
| 1994 | Mejor interpretación protagonista de televisión | Farmacia de guardia | Nominada  |
| 1992 | Mejor interpretación protagonista de televisión | Farmacia de guardia | Nominada  |

TP de Oro
| Año  | Categoría    | Serie               | Resultado     |
| ---- | ------------ | ------------------- | ------------- |
| 1995 | Mejor actriz | Farmacia de guardia | Nominada      |
| 1994 | Mejor actriz | Farmacia de guardia | Nominada      |
| 1993 | Mejor actriz | Farmacia de guardia | Ganadora      |
| 1992 | Mejor actriz | Farmacia de guardia | Ganadora      |
| 1991 | Mejor actriz | Farmacia de guardia | Ganadora      |
| 1986 | Mejor actriz | Tristeza de amor    | 3 Clasificada |

- Premio de Honor del Festival Europeo de Telefilms Zoom Igualada (2008).

## Trayectoria

### Filmografía
| - La conjura de El Escorial (2008) - Desde que amanece apetece (2005) - La vida perra de Juanita Narboni (2005) - La mujer de mi vida (2001) - Sueños en la mitad del mundo (2001) - Mi hijo Arturo (2001) - Y decirte alguna estupidez, por ejemplo, te quiero (2000) - Zabí král (1991) - Ni se te ocurra... (1990) - El río que nos lleva (1989) | - Oro fino (1989) - Slugs, muerte viscosa (1988) - Los nuevos extraterrestres (1983) - Préstame tu mujer (1981) - El poderoso influjo de la luna (1980) - Largo retorno (1975) - Los pájaros de Baden-Baden (1975) - Open season (Los cazadores) (1974) - La cara del terror (1962) - Canción de juventud (1962) |

### Televisión
- Rabia (Cuatro, 2015)
- La última guardia (Antena 3, 2010)
- Cazadores de hombres (Antena 3)
  - Operación Mala Hierba (18 de noviembre de 2008)
- Divinos (Antena 3, 2006)
- Hospital Central (Telecinco)
  - A ras (7 de septiembre de 2004)
  - Hijos Difíciles (15 de septiembre de 2004)
  - La noche de los muertos vivientes (22 de septiembre de 2004)
  - A mano armada (29 de septiembre de 2004)
- Jacinto Durante, representante (La 1, 2000)
- Isabella, mujer enamorada (America Producciones Lima Peru, 1999)
- En plena forma (Antena 3, 1997)
- Farmacia de guardia (Antena 3, 1991-1995)
- Historias del otro lado (La 1)
  - El Gran Truco (12 de junio de 1991)
  - Semiosis (19 de junio de 1991)
- Primera función (La 2) 
  - Ocho mujeres (27 de julio de 1989)
- Tristeza de amor (La 1, 1986)
- La comedia (La 1)
  - Fácil virtud (29 de noviembre de 1983)
- Don Baldomero y su gente (La 2, 1982)
- Verano azul (La 1, 1981)
- Ficciones (La 2)
  - De cuatro estrellas (1 de octubre de 1981)
- Escrito en América (La 1) 
  - La hechizada (17 de junio de 1979)
- Noche de teatro (La 1)
  - Topaze (2 de agosto de 1974)
- Historias de Juan Español (La 1)
  - Juan Español, avaro (20 de agosto de 1973)
- A través de la niebla (La 1)
  - El regreso (25 de octubre de 1971)
- Hora once (La 2)
  - El aderezo (23 de octubre de 1971)
  - La escuela de los maridos (26 de febrero de 1973)
- Personajes a trasluz (La 1) 
  - Otelo (16 de junio de 1970)
- Las doce caras de Juan (La 1)
  - Virgo (9 de diciembre de 1967)
- Historias de hoy (La 1)
  - El encuentro (14 de marzo de 1967)
- La pequeña comedia (La 1)
  - El barrio y el rascacielos (5 de noviembre de 1966)
  - Un cheque al portador (7 de junio de 1968)
- Hermenegildo Pérez, para servirle (La 1)
  - Un marido futuro, muy futuro (19 de agosto de 1966)
- Tengo un libro en las manos (La 1)
  - El espadín (11 de agosto de 1966)
- Teatro de siempre (La 2)
  - La losa de los sueños (26 de enero de 1968)
- Teatro breve (La 1) 
  - La cruz y el cayado (1 de enero de 1966)
  - El prestamista de tiempo (7 de agosto de 1971)
  - Veneno activo (11 de diciembre de 1980)
- Estudio 1 (La 1) 
  - Un plazo para vivir (20 de octubre de 1965)
  - Cartas sin firma (17 de noviembre de 1965)
  - El perro del hortelano (2 de febrero de 1966)
  - Metternich (26 de julio de 1966)
  - Una doncella francesa (3 de agosto de 1966)
  - Los árboles mueren de pie (5 de octubre de 1966)
  - La herida del tiempo (18 de enero de 1967)
  - El niño de los Parker (20 de febrero de 1968)
  - La herida luminosa (9 de abril de 1968)
  - Usted puede ser un asesino (25 de junio de 1968)
  - Miedo al hombre (2 de julio de 1968)
  - La otra orilla (27 de octubre de 1972)
  - Curva peligrosa (27 de octubre de 1975)
  - Don José, Pepe y Pepito (6 de enero de 1980)
  - Una mujer sin importancia (6 de julio de 1980)
  - En Flandes se ha puesto el sol (10 de abril de 1981)
- Teatro de humor (La 1) 
  - El verdugo de Sevilla (28 de junio de 1965)
- Tras la puerta cerrada (La 1)
  - La mujer fantasma (8 de enero de 1965)
- Historias para no dormir (La 1) 
  - NN23 (1 de enero de 1965)
  - Correctamente organizados (1 de enero de 1966)
  - La oferta (1 de marzo de 1966)
  - El vidente (17 de noviembre de 1967)
- Primera fila (La 1)
  - Los endemoniados (19 de febrero de 1964)
  - Suspenso en amor (27 de enero de 1965)
- Novela (La 1)
  - Dos mujeres (2 de diciembre de 1963)
  - Cenicienta 401 (10 de mayo de 1965)
  - Altar mayor (14 de diciembre de 1965)
  - La maleta (8 de enero de 1967)
  - Las mariposas cantan (15 de noviembre de 1970)
  - Teresa (6 de junio de 1977)
  - El clavo (24 de abril de 1978)
- Escala en hi-fi (La 1, 1961-1963)